# Форке, Альфред
Альфред Форке (нем. Alfred Forke; 12 января 1867, Шенинген — 9 июля 1944, Гамбург) — немецкий синолог, профессор Берлинского и Гамбургского университетов.

## Биография
Альфред Форке родился 12 января 1867 года в Шенингене; учился в средней школе в Магдебурге. После получения среднего образования, Форке изучал юриспруденцию в университетах Женевы и Берлина. По окончании курса он сдал государственный экзамен по праву — после чего, в 1889 году, в Ростоке написал и защитил диссертацию, стак кандидатом юридических наук. Одновременно он получал образование по лингвистике на кафедре восточных языков и, с 1890 по 1903 год, состоял переводчиком с китайского в германских консульских учреждениях в Пекине.
В 1903 году Альфред Форке стал преемником своего бывшего преподавателя профессора Карла Арендта (Carl Arendt, 1838—1902) на кафедре восточных языков в Берлином университете. Спустя два десятилетия, в 1923 году, Форке сменил профессора Отто Франке в Гамбургском университете — на новом месте работы Форке также до 1935 года возглавлял кафедру, посвященную исследованию Китая. 11 ноября 1933 года Альфред Форке был среди более 900 ученых и преподавателей немецких университетов и вузов, подписавших «Заявление профессоров о поддержке Адольфа Гитлера и национал-социалистического государства».
Форке скончался 9 июля 1944 года в Гамбурге.

## Работы
Исследования Форке были связаны преимущественно с китайской философией:
- Blüten chinesischer Dichtung
- Mê Ti: des Sozialethikers und seiner Schüler philosophische Werke (1922)
- Lun-Hêng
- Gedankenwelt des chinesischen Kulturkreises (1927)
- Geschichte der alten chinesischen Philosophie (1927)
- Geschichte der mittelalterlichen chinesischen Philosophie (1934)
- Geschichte der neueren chinesischen Philosophie (1938)
- Chinesische Dramen der Yüan-Dynastie : zehn nachgelassene Übersetzungen von Alfred Forke, herausgegeben von Martin Gimm. Wiebaden: Steiner, 1978
- Zwei chinesische Singspiele der Qing-Dynastie, herausgegeben von Martin Gimm, Wiesbaden, Steiner (1993)
- Elf chinesische Singspieltexte aus neuerer Zeit nebst zwei Dramen in westlicher Manier, herausgegeben von Martin Gimm, Wiebaden, Steiner (1993)